# 卡爾斯納湖
卡爾斯納湖是愛沙尼亞的湖泊，位於勞加湖西北0.5公里，由沃魯縣負責管轄，長0.6公里、寬0.37公里，面積0.17平方公里，海拔高度79米，平均水深3.1米，最大水深8.1米。